# Grand Désert de Sable
Ne doit pas être confondu avec Haut désert de l'Oregon.
Le Grand Désert de Sable (en anglais : Great Sandy Desert) est une vaste plaine désertique de 360 000 km² dans le nord-ouest de l'Australie. Région très peu peuplée, sans aucune localité notable, elle est partagée entre les chaînes du Pilbara et le Kimberley. Au sud-est, elle se prolonge par le désert de Gibson et à l'est par le désert de Tanami. Seule la région côtière à l'ouest compte quelques élevages de moutons.

## Climat et géologie

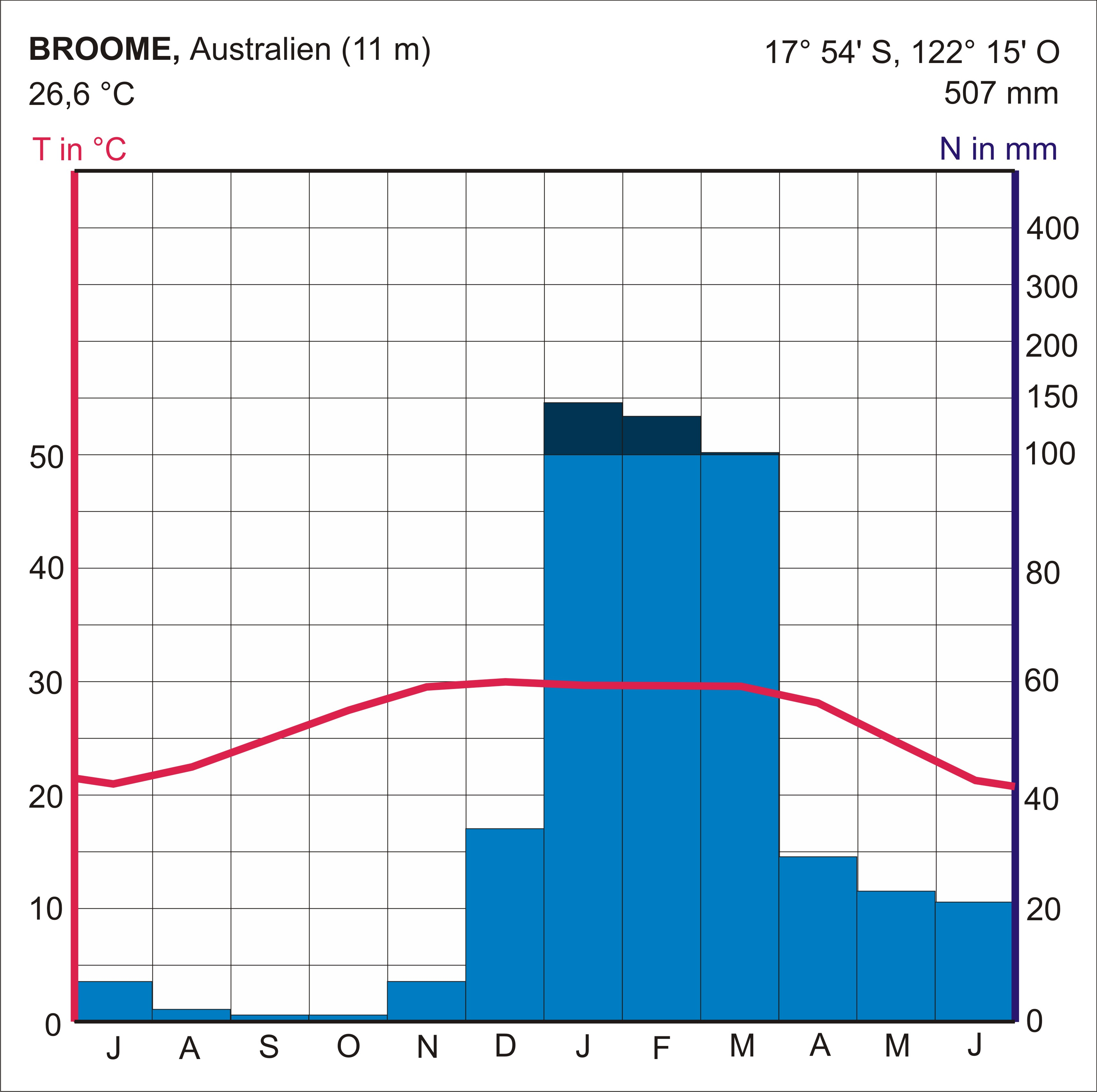
Climatogramme de Broome.

Les précipitations sont faibles près des côtes et dans le grand nord. Des zones dans le Kimberley peuvent avoir une moyenne de précipitations dépassant 300 mm par an, mais avec des variations très importantes: à des années sans pluie peut succéder une période de mousson ou un cyclone tropical, suivi rapidement par une évaporation massive.
Le Grand Désert de Sable est fait d'ergs, consistant en des dunes longitudinales. Le cratère de Wolfe Creek formé par la chute d'une météorite se trouve au nord-est du désert. On y trouve aussi d'autres cratères plus petits comme le cratère de Veevers.

Vues cartographiques et satellitaires
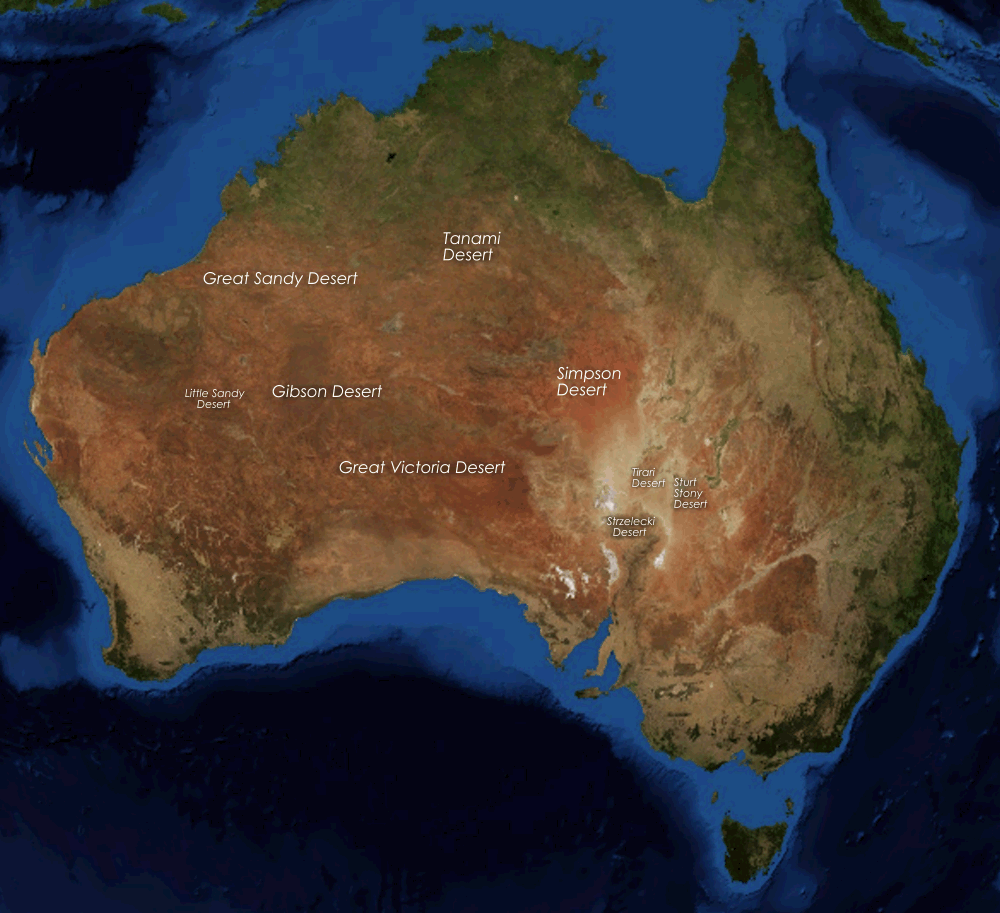
Localisation des déserts en Australie.
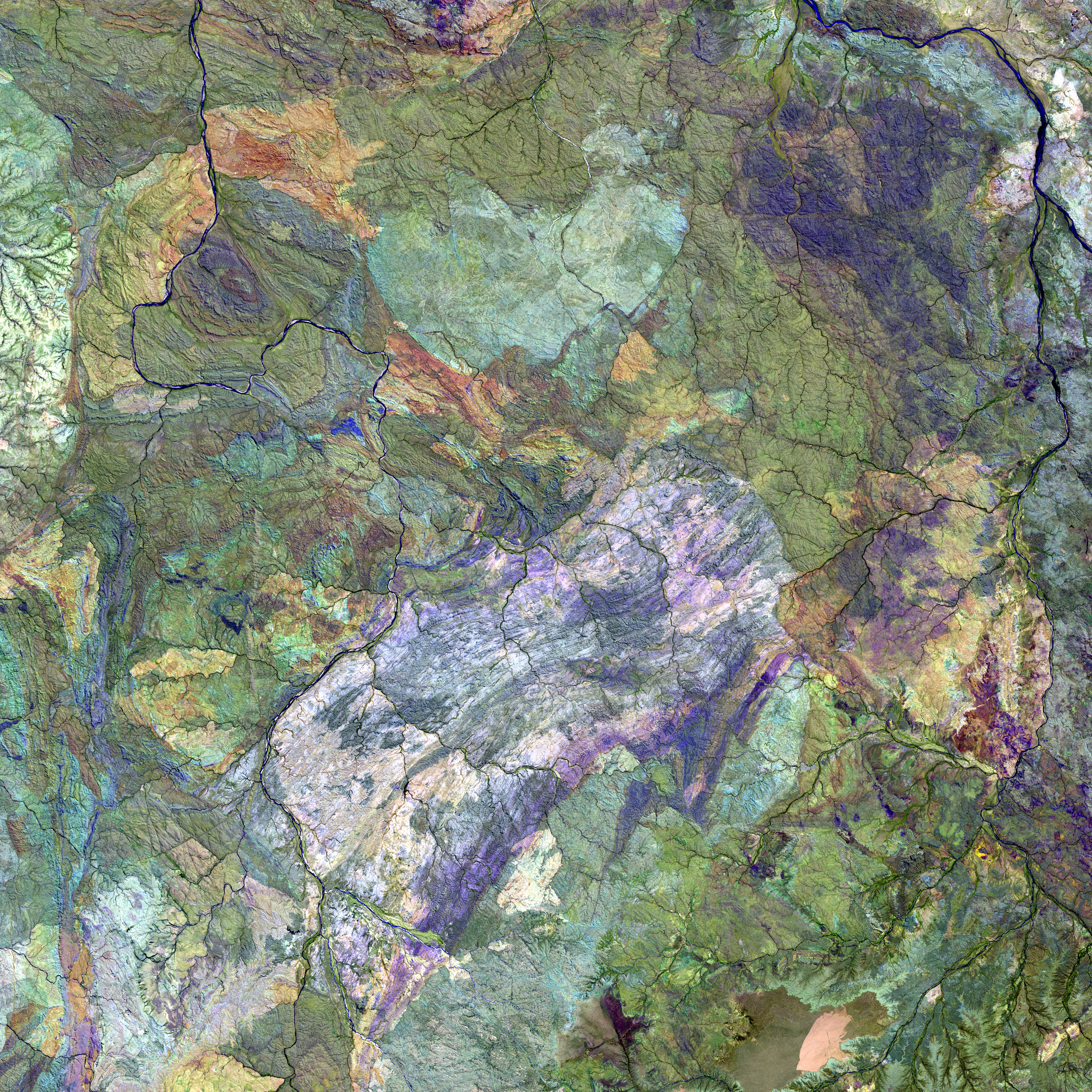
Le Grand Désert de Sable vu par Landsat 7.

## Faune et flore

Images
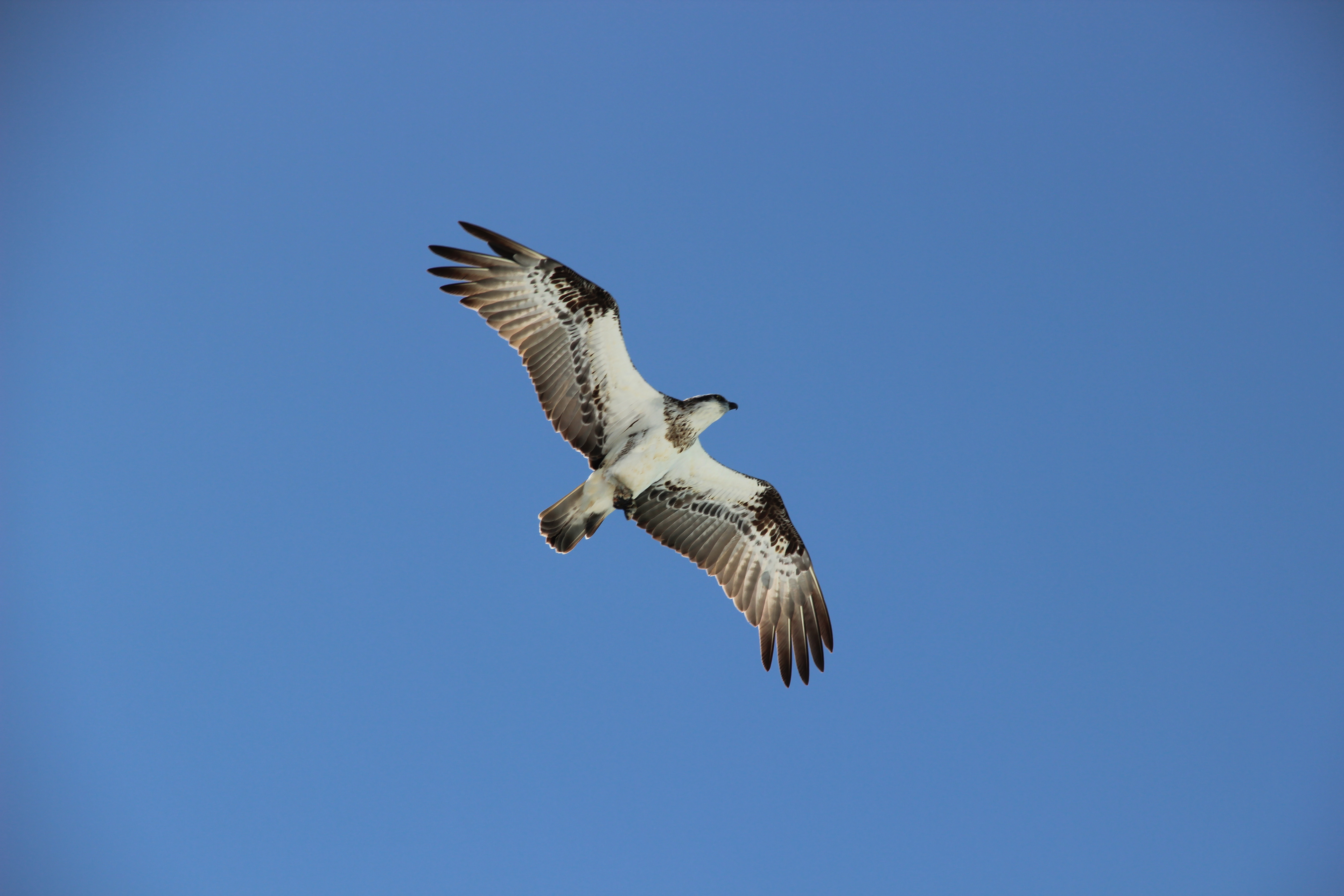
Pandion cristatus en vol en mars 2014.
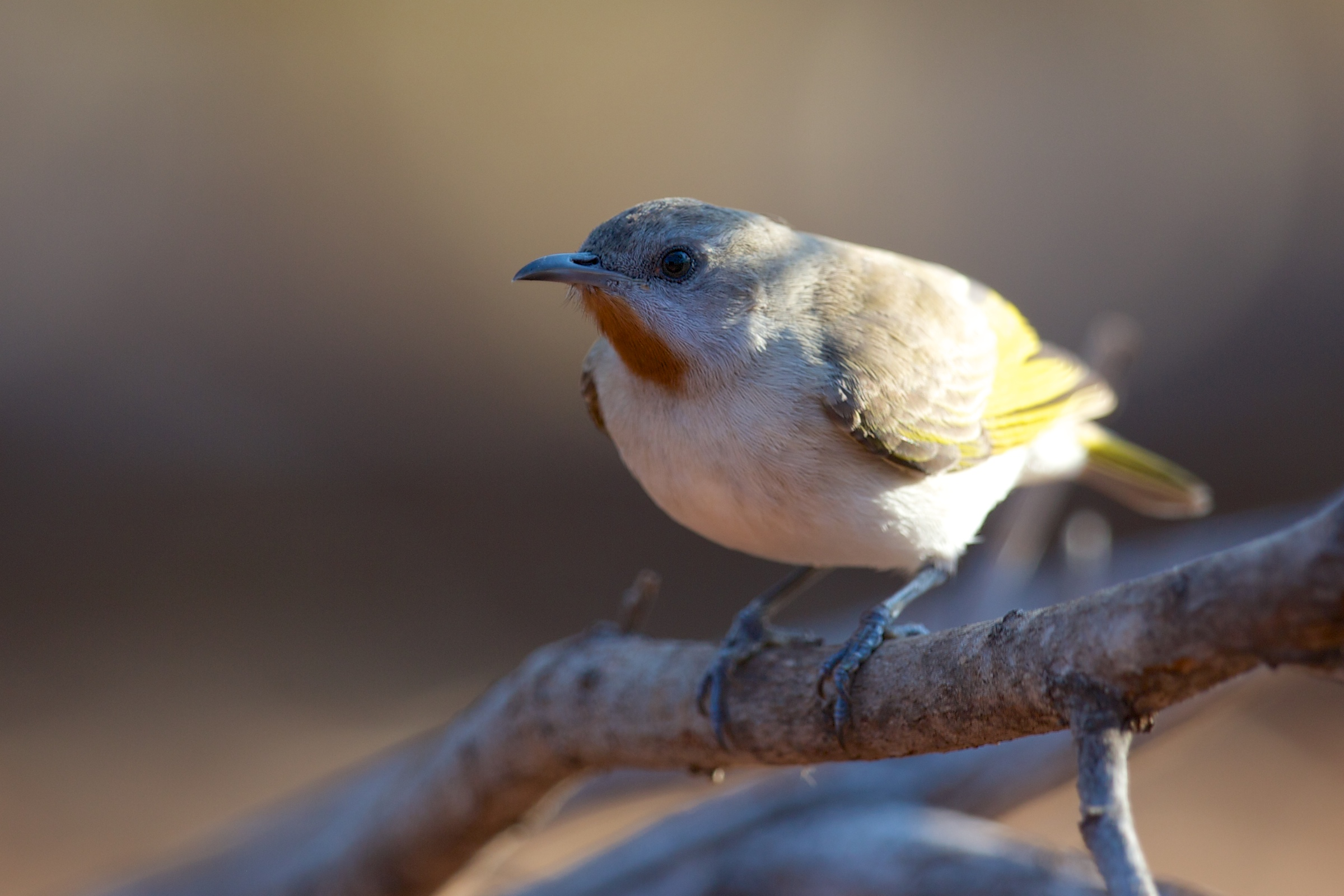
Méliphage à gorge rousse en septembre 2013.
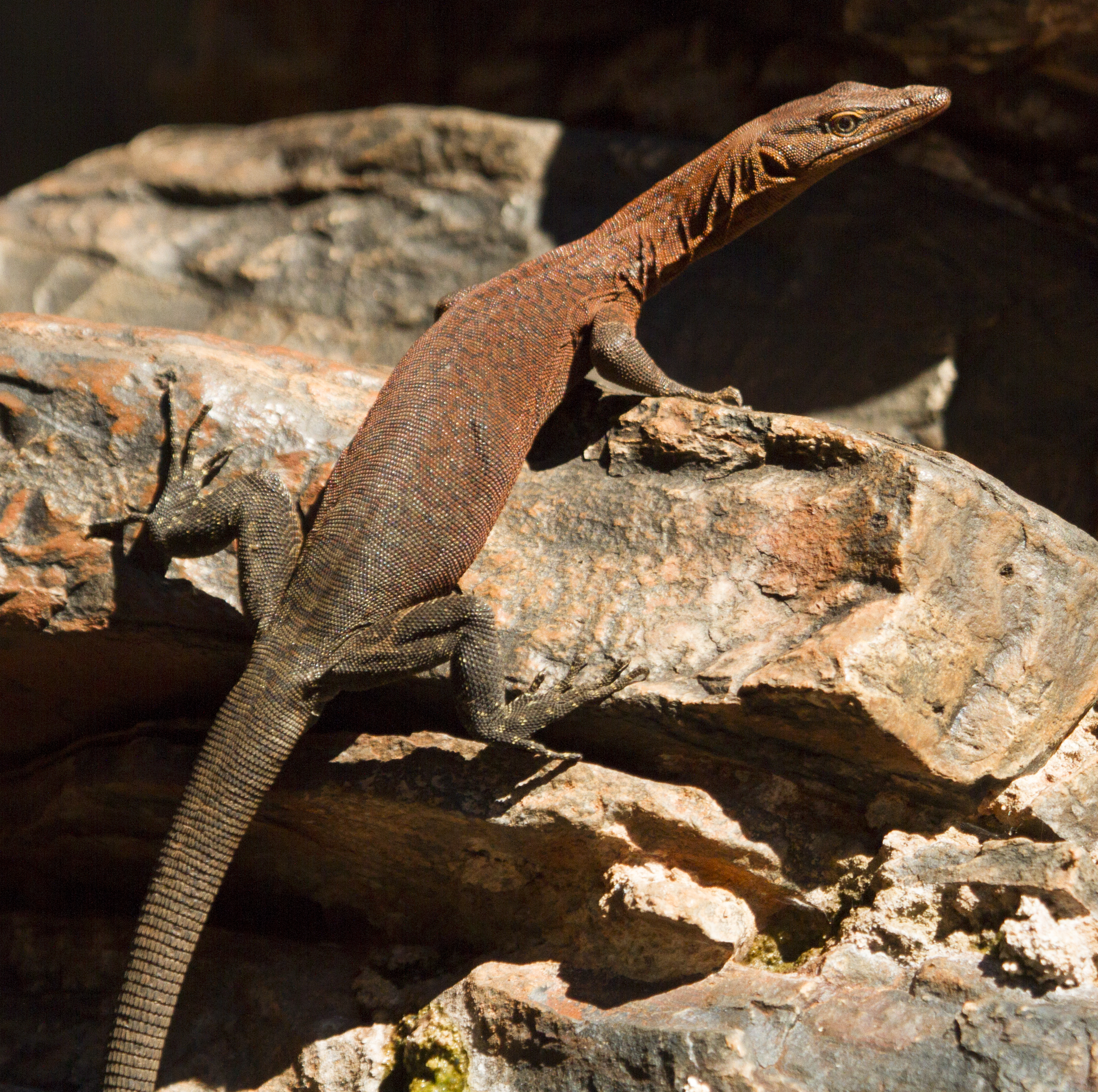
Varanus hamersleyensis dans le parc national de Karijini en mai 2017.
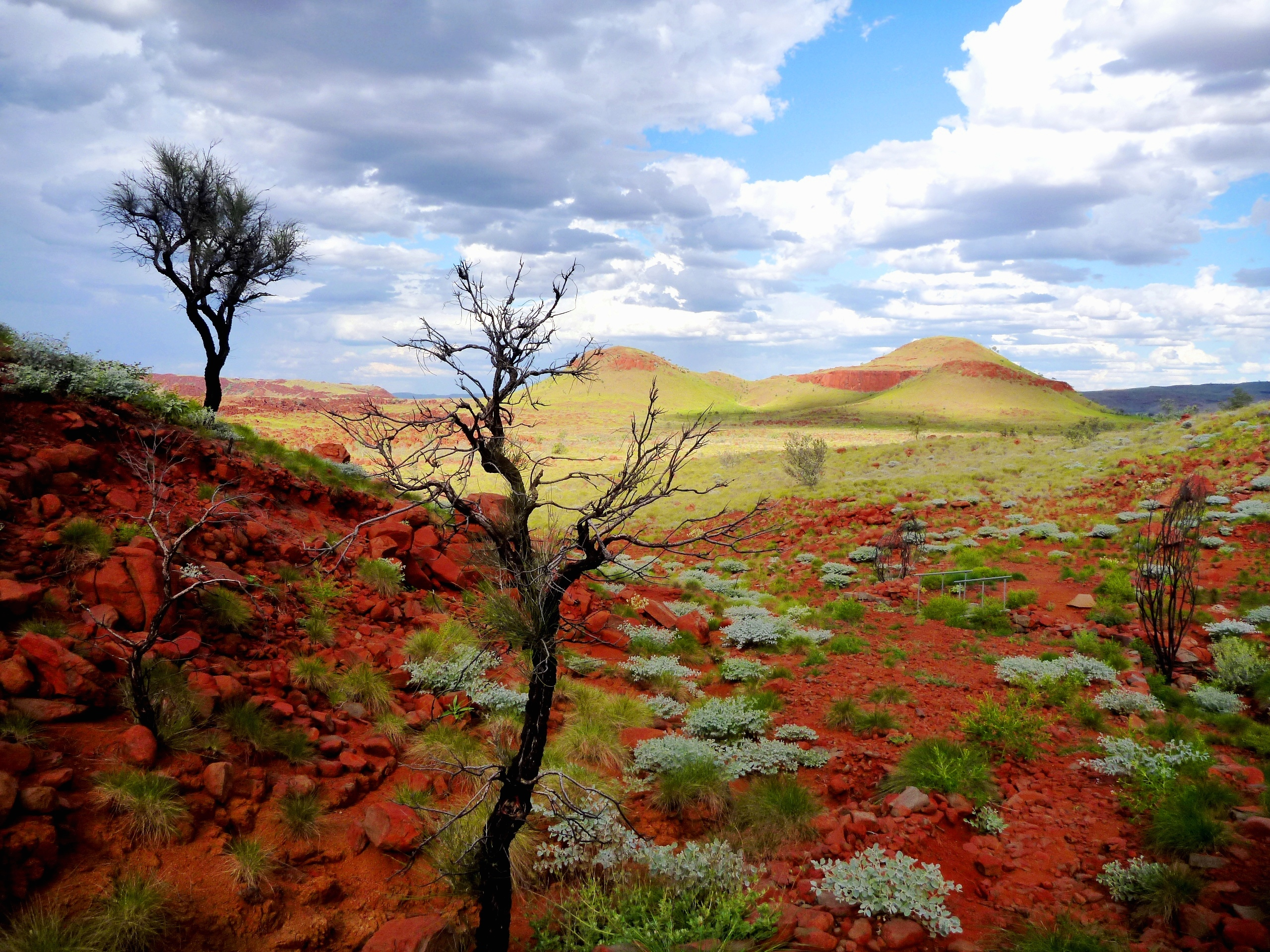
Végétation dans le parc national Millstream-Chichester en mars 2011.
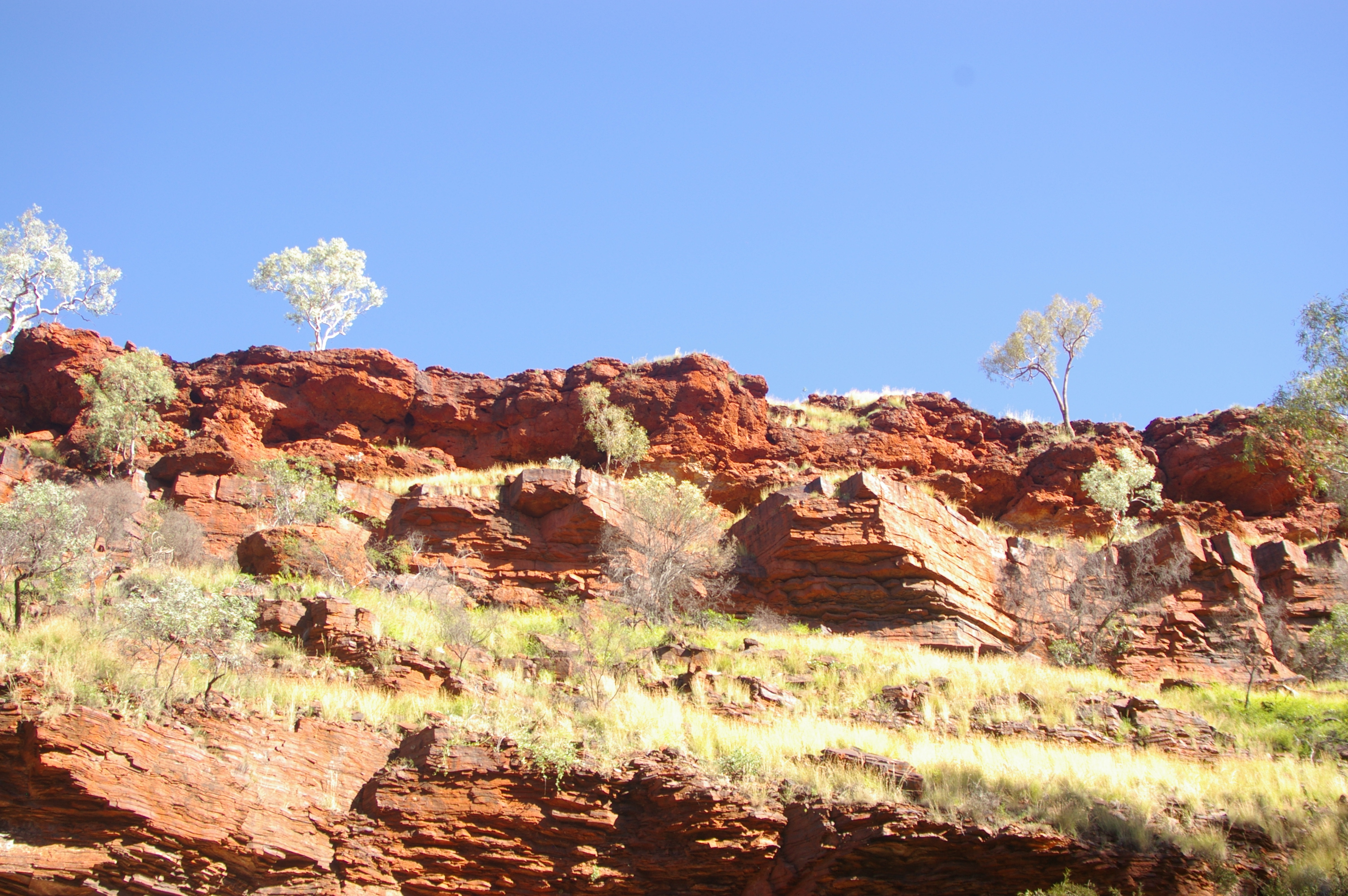
Gorge dans le parc national de Karijini en avril 2017.
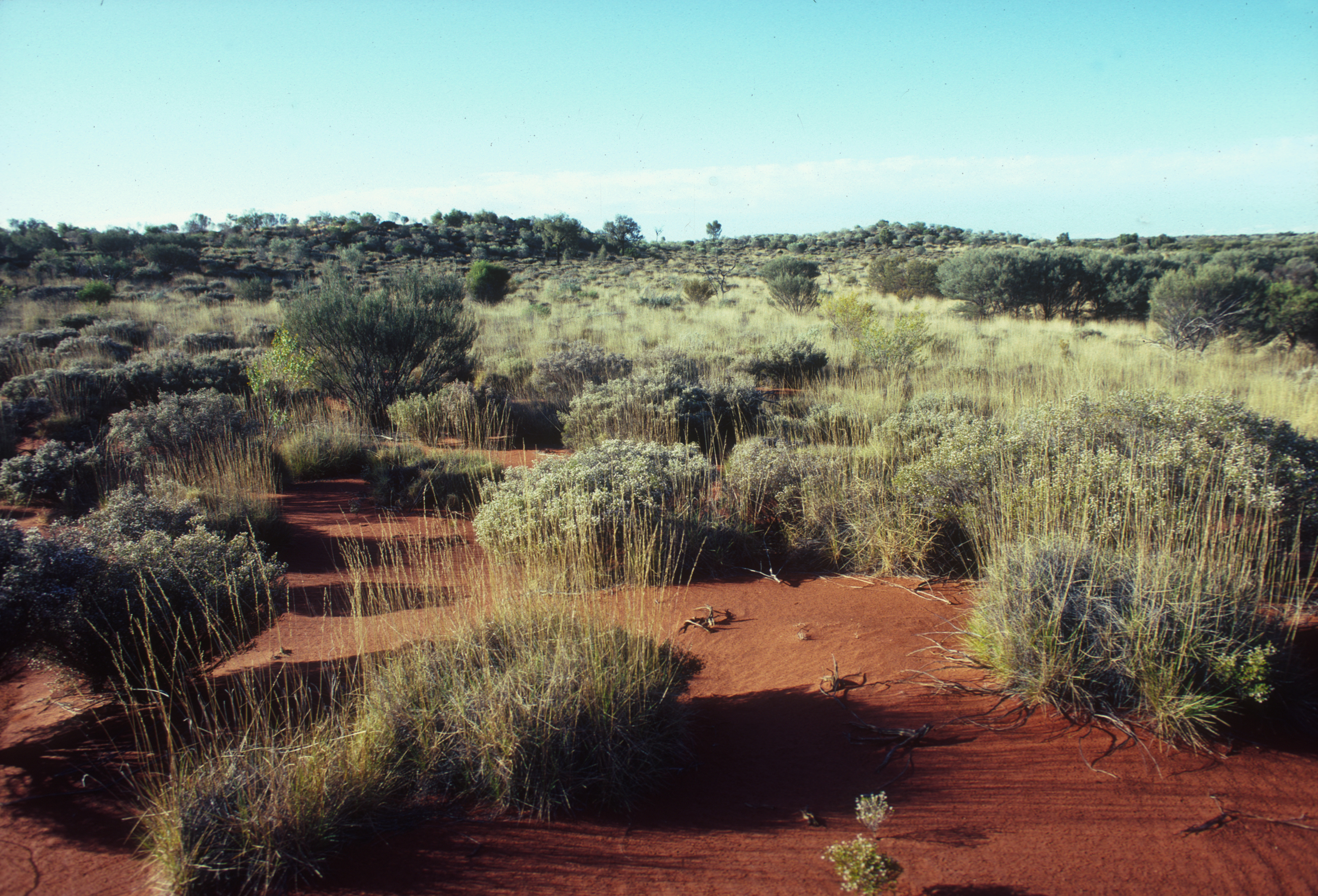
Triodia en septembre 1983.

La végétation du Grand Désert de Sable est surtout composée de Triodia.
Parmi les animaux présents, on trouve le chameau d'Australie, les dingos, les goannas (dont le grand varan Perenti) et plusieurs espèces de lézards, de marsupiaux (wallabies, wombat...) et d'oiseaux.
C'est une région Interim Biogeographic Regionalisation for Australia (IBRA).

## Histoire
Le premier Européen à traverser le désert fut Peter Warburton en 1873.
La Canning Stock Route traverse la partie sud-est du désert. Les aborigènes furent déplacés de force en 1950 pour les essais du missile Blue Streak.
En 1999, Robert Bogucki, un pompier américain, survit 43 jours dans le désert.

## Population
Sur la côte se trouvent quelques bergeries; le reste de la région n'est que très peu peuplé. La majeure partie de la population est composée de communautés d'aborigènes d'Australie et de mineurs. Les aborigènes du désert sont constitués de deux groupes principaux : les Martu à l'ouest et les Pintupi à l'est. Beaucoup de ces indigènes furent obligés de quitter leur terre durant le siècle passé et furent relogés dans des municipalités comme Papunya dans le Territoire du Nord. Récemment les habitants revinrent dans le désert et reformèrent des communautés comme Punmu.

## Économie
Il y a peu d'activités économiques dans le désert hormis les mines, dont les mines d'or Telfer et Nifty. Telfer est l'une des plus grandes mines d'or d'Australie et fut prospectée la première fois par Jean-Paul Turcaud (en) au début des années 70.